# Élections législatives de 1988 dans l'Aveyron
Les élections législatives françaises de 1988  se déroulent les 5 juin 1988. Dans le département de l'Aveyron, trois députés sont à élire dans le cadre de trois circonscriptions.

## Élus
| Circonscription | Député sortant        | Parti                 | Parti                 | Député élu ou réélu | Parti | Parti     |
| --------------- | --------------------- | --------------------- | --------------------- | ------------------- | ----- | --------- |
| 1re             | Scrutin proportionnel | Scrutin proportionnel | Scrutin proportionnel | Jean Briane         |       | UDF (CDS) |
| 2e              | Scrutin proportionnel | Scrutin proportionnel | Scrutin proportionnel | Jean Rigal          |       | MRG       |
| 3e              | Scrutin proportionnel | Scrutin proportionnel | Scrutin proportionnel | Jacques Godfrain    |       | RPR       |

## Positionnement des partis
L'UDF et le RPR se présentent unis sous l'étiquette « Union du Rassemblement et du Centre » tandis que les candidats du Parti socialiste se rangent sous la bannière de la « Majorité présidentielle pour la France unie », slogan de la campagne présidentielle de François Mitterrand.

## Résultats

### Résultats à l'échelle du département
|                | Union pour la démocratie française  | 48 035  | 31,98  | 1 |  |  |
|                | Rassemblement pour la République    | 28 897  | 19,24  | 1 |  |  |
|                | Divers droite                       | 560     | 0,37   | 0 |  |  |
|                | Union du Rassemblement et du Centre | 77 492  | 51,59  | 2 |  |  |
|                |                                     |         |        |   |  |  |
|                | Parti socialiste                    | 34 894  | 23,23  | 0 |  |  |
|                | Mouvement des radicaux de gauche    | 27 888  | 18,57  | 1 |  |  |
|                | La France unie                      | 62 782  | 41,80  | 1 |  |  |
|                |                                     |         |        |   |  |  |
|                | Parti communiste français           | 8 303   | 5,53   | 0 |  |  |
|                | Front national                      | 1 628   | 1,08   | 0 |  |  |
|                |                                     |         |        |   |  |  |
| Inscrits       | Inscrits                            | 212 433 | 100,00 | 3 |  |  |
| Abstentions    | Abstentions                         | 57 670  | 27,15  |   |  |  |
| Votants        | Votants                             | 154 763 | 72,85  |   |  |  |
| Blancs et nuls | Blancs et nuls                      | 4 558   | 2,95   |   |  |  |
| Exprimés       | Exprimés                            | 150 205 | 97,05  |   |  |  |

### Résultats par circonscription

#### Première circonscription (Rodez)
|                | Jean Briane sortant réélu | UDF (CDS) (URC) | 28 741 | 61,61  |  |  |  |
|                | Dominique Raynal          | PS              | 15 768 | 33,8   |  |  |  |
|                | Michel Lafon              | PCF             | 2 139  | 4,59   |  |  |  |
|                |                           |                 |        |        |  |  |  |
| Inscrits       | Inscrits                  | Inscrits        | 66 873 | 100,00 |  |  |  |
| Abstentions    | Abstentions               | Abstentions     | 18 815 | 28,14  |  |  |  |
| Votants        | Votants                   | Votants         | 48 058 | 71,86  |  |  |  |
| Blancs et nuls | Blancs et nuls            | Blancs et nuls  | 1 410  | 2,93   |  |  |  |
| Exprimés       | Exprimés                  | Exprimés        | 46 648 | 97,07  |  |  |  |

#### Deuxième circonscription (Villefranche-de-Rouergue)
|                | Jean Rigal sortant réélu | MRG            | 27 888 | 54,01  |  |  |  |
|                | André Trébosc            | UDF (PR) (URC) | 19 294 | 37,37  |  |  |  |
|                | Jean-Marie Gras          | PCF            | 3 891  | 7,54   |  |  |  |
|                | Roger Laurent            | Divers droite  | 560    | 1,08   |  |  |  |
|                |                          |                |        |        |  |  |  |
| Inscrits       | Inscrits                 | Inscrits       | 75 215 | 100,00 |  |  |  |
| Abstentions    | Abstentions              | Abstentions    | 21 866 | 29,07  |  |  |  |
| Votants        | Votants                  | Votants        | 53 349 | 70,93  |  |  |  |
| Blancs et nuls | Blancs et nuls           | Blancs et nuls | 1 716  | 3,22   |  |  |  |
| Exprimés       | Exprimés                 | Exprimés       | 51 633 | 96,78  |  |  |  |

#### Troisième circonscription (Millau)
|                | Jacques Godfrain sortant réélu | RPR (URC)      | 28 897 | 55,65  |  |  |  |
|                | Guy Durand                     | PS             | 19 126 | 36,83  |  |  |  |
|                | Claude Marre                   | PCF            | 2 273  | 4,38   |  |  |  |
|                | Max Cabantous                  | FN             | 1 628  | 3,14   |  |  |  |
|                |                                |                |        |        |  |  |  |
| Inscrits       | Inscrits                       | Inscrits       | 70 345 | 100,00 |  |  |  |
| Abstentions    | Abstentions                    | Abstentions    | 16 989 | 24,15  |  |  |  |
| Votants        | Votants                        | Votants        | 53 356 | 75,85  |  |  |  |
| Blancs et nuls | Blancs et nuls                 | Blancs et nuls | 1 432  | 2,68   |  |  |  |
| Exprimés       | Exprimés                       | Exprimés       | 51 924 | 97,32  |  |  |  |